# Гаймерсгайм
Гаймерсгайм (нім. Gaimersheim) — громада в Німеччині, розташована в землі Баварія. Підпорядковується адміністративному округу Верхня Баварія. Входить до складу району Айхштет.
Площа — 28,21 км2. Населення становить 12 205 ос. (станом на 31 грудня 2020).